# .in
.in (Índia) é o código TLD (ccTLD) na Internet para a Índia.